# Veikka Gustafsson
Veikka Gustafsson (ur. 14 stycznia 1968 w Espoo, Finlandia) – fiński alpinista i himalaista. Jako 17 człowiek w historii i pierwszy Fin został zdobywcą Korony Himalajów i Karakorum.

## Korona Himalajów
- 1993 – Mount Everest – z tlenem
- 1993 – Dhaulagiri
- 1994 – K2
- 1995 – Lhotse
- 1995 – Makalu
- 1997 – Mount Everest – bez tlenu
- 1999 – Manaslu
- 1999 – Dhaulagiri
- 2001 – Sziszapangma
- 2001 – Nanga Parbat
- 2004 – Mount Everest
- 2005 – Czo Oju
- 2005 – Annapurna
- 2006 – Kanczendzonga
- 2008 – Gaszerbrum II
- 2008 – Broad Peak
- 2009 – Gaszerbrum I